# Epiclytus yokoyamai
Epiclytus yokoyamai là một loài bọ cánh cứng trong họ Cerambycidae.